# Polana pod Głośną Skałą

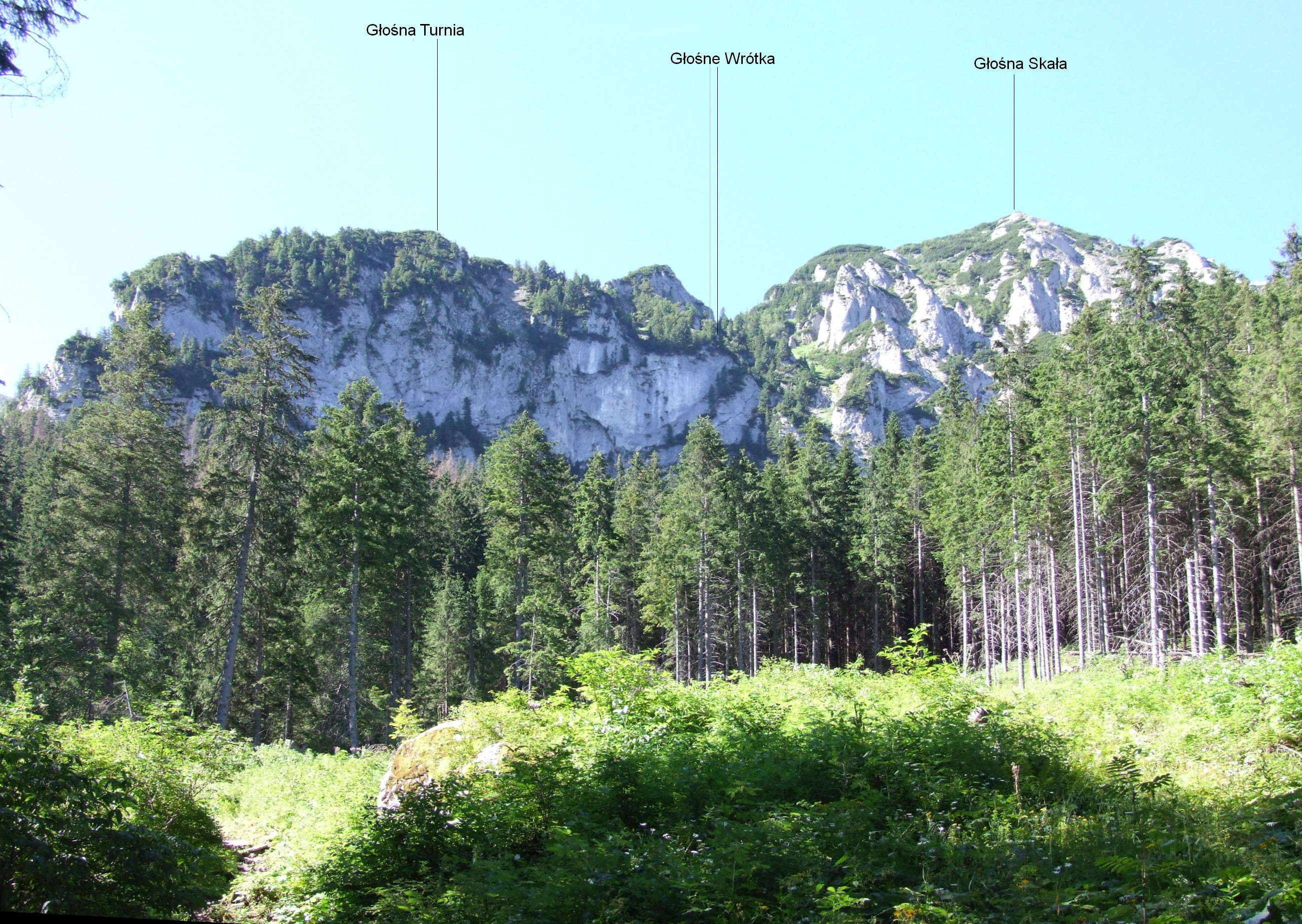
Zarastająca polana, Głośna Turnia i Głośna Skała

Polana pod Głośną Skałą (słow. Poľana pod Hlásnou skalou) – polana nieco poniżej północnych podnóży Głośnej Skały i Głośnej Turni w Tatrach Bielskich na Słowacji. Położona jest na wysokości 1050–1100 m u wylotu Głośnego Żlebu – lewej odnogi Doliny do Regli. Nazwę polany podaje Wielka encyklopedia tatrzańska, mapa Polkartu i Józef Nyka. 
Dawniej polana była koszona i wypasana, wchodziła w skład Hali Szerokiej należącej do miejscowości Biała Spiska. W dokumentach wymieniana jest już od XVI wieku. Szałas stał na polanie jeszcze do 1952. Pasterze wykorzystywali go naprzemiennie z szałasem na Polanie pod Siką. Po utworzeniu parku narodowego wypas został zabroniony, a polana w dużym już stopniu zarosła lasem. Zapewne dlatego Władysław Cywiński, autor jedynego szczegółowego przewodnika po Tatrach Bielskich nie wymienia już jej nazwy.
Prowadzi przez nią ścieżka edukacyjna „Dolina Monkova”.

## Szlaki turystyczne
Zdziar – Dolina Mąkowa – Dolina do Regli – Dolina Szeroka Bielska – Szeroka Przełęcz Bielska – Szalony Przechód – Przełęcz pod Kopą. Suma podejść 1075 m, czas przejścia: 3.55 h, ↓ 3.10 h